# Премія Карла Ясперса
Премія Карла Ясперса — німецька премія в галузі філософії, нагородження якою щотри роки проводить місто Гайдельберг і Гайдельберзький університет.
Вперше її було присуджено у 1983 році з нагоди 100-річчя від дня народження Карла Ясперса за наукову працю міжнародного значення, пройняту філософським духом. 2013 року Гайдельберзька академія наук долучилася як третій засновник премії, а призовий фонд був збільшений з 5 000 до 25 000 євро.
Поряд із премією Фрідріха Ніцше це одна з найвищих нагород у Німеччині, яку присуджують винятково за філософські досягнення.

## Лауреати
| Рік  | Лауреат                   | Національність |
| ---- | ------------------------- | -------------- |
| 2019 | Рудольф Ґ. Ваґнер         | Німеччина      |
| 2017 | Ян Ассман і Алейда Ассман | Німеччина      |
| 2014 | Ганс Маєр                 | Німеччина      |
| 2008 | Жан-Люк Маріон            | Франція        |
| 2004 | Міхаель Тойніссен         | Німеччина      |
| 2001 | Роберт Шпеман             | Німеччина      |
| 1998 | Жан Старобінскі           | Швейцарія      |
| 1995 | Юрґен Габермас            | Німеччина      |
| 1992 | Жанна Герш                | Швейцарія      |
| 1989 | Поль Рікер                | Франція        |
| 1986 | Ганс-Георг Гадамер        | Німеччина      |
| 1983 | Еммануель Левінас         | Франція        |